# Бегази-Дандибаєвська культура

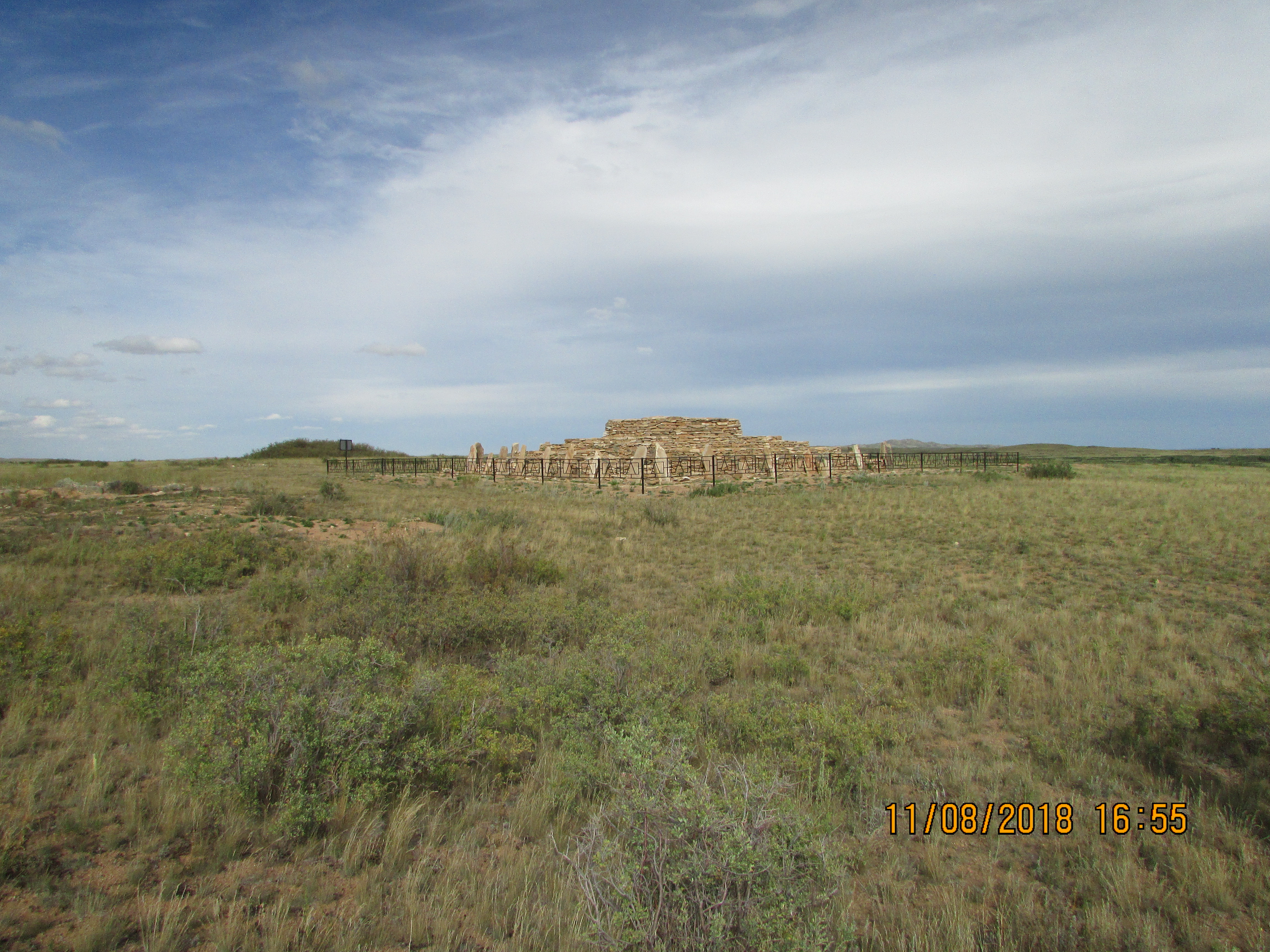
Могильник Каражартас здалеку. Бронзова доба,15 ст д.н.е

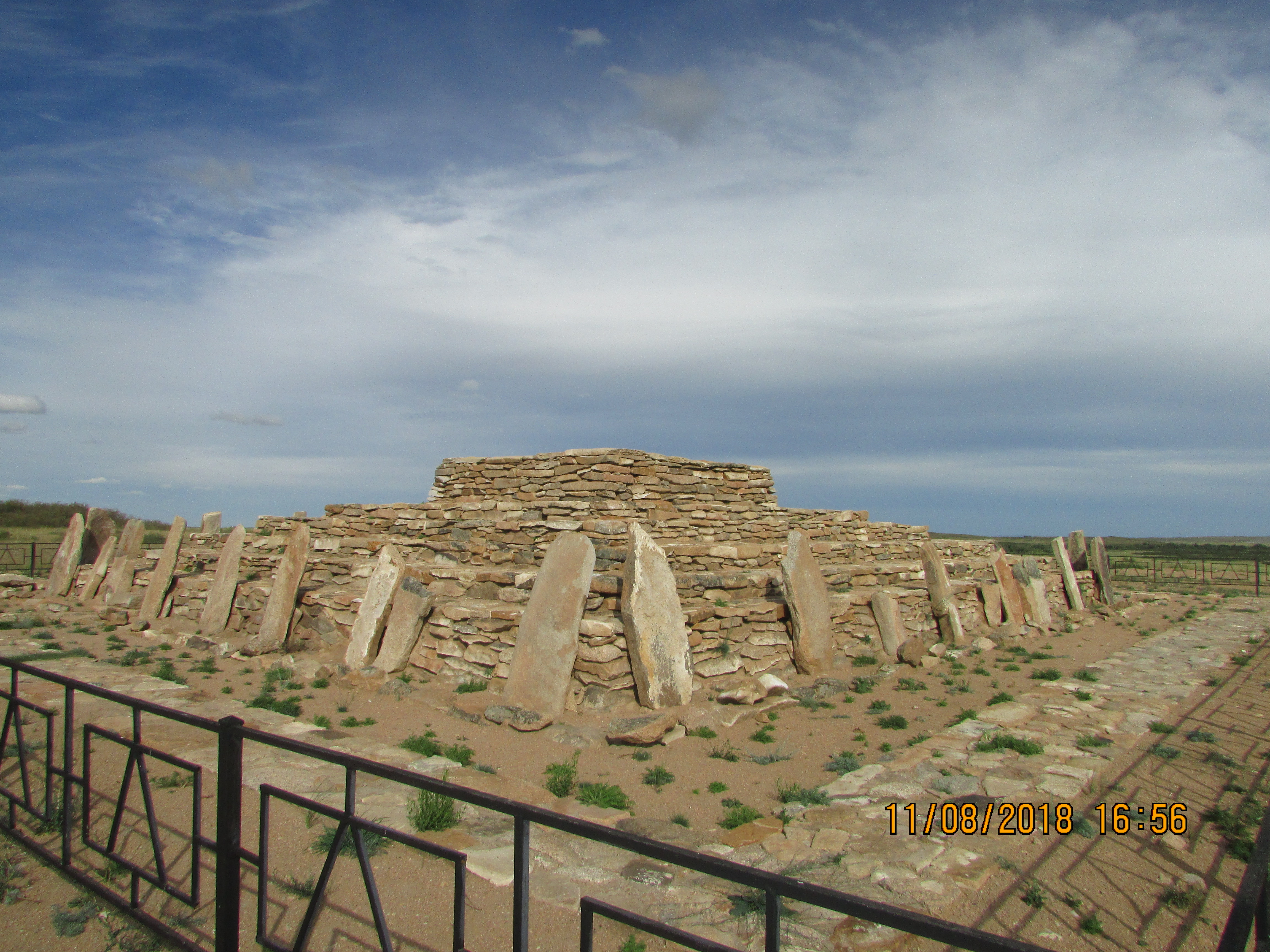
Могильник Каражартас зблизька

Бегази-Дандибаєвська культура (в археології) — культура племен Центрального Казахстану останнього періоду бронзової доби (XIII—IX ст. до н. е.). Перший досліджений пам'ятник — мавзолей (курган 11) Дандибай, розкопаний в 1934 р М. П. Грязновим. Назву ввів академік А. Х. Маргулана, який досліджував поселення і кургани Бегази та ін.
Племена, що призвели до розквіту Бегази-Дандибаєвської культури, населяли територію між горами Улитау на заході і Шингистау на сході, від річки Жетиконир на півдні до озер Нура, Сарису, Кенгір уздовж Іртиша; рівнини між горами Кизилтау, Бугили, Кизиларай, Каркарали, Баянаул.
Для Бегази-Дандибаєвської культури характерні високі, круглі, прямокутні мавзолеї знаті, побудовані зі скельного каміння (Аксу-Аюли, Бегази, Беласар, Дандибай , Орта та ін.) — належать до пам'яток складного архітектурного мистецтва; в традиції поховання небіжчика в могилі клали набік, руки і ноги зігнуті до грудей, поруч — зброя і прикраси; глечики з тонким горлом, прикрашені різним орнаментом. Великі населені пункти (Кент, Бугили, Шортанди-Булак, Каркарали, Аккезен, Улитау та ін.) з будинками з каменю, що мають 4-6 кімнат: частіше — одно-двокімнатні землянки і збірні по типу юрти; споруджені піднесення для богослужіння. Біля великої стоянки 3-5 маленьких поселень. Поселення Кент з вулицями, кам'яними фундаментами і будинками, плануванням займало площу 25 га і має вік приблизно як і Сариаркінська піраміда — кінець епохи бронзи.
Основні заняття — скотарство й землеробство. Релігійне поклоніння природним силам (сонцю, вогню, воді та ін.). З'явилися обряди поклоніння тваринам — коням, вівцям, верблюдам, вовкам, ведмедям тощо. Їх зображення, видовбані на камені, знайдені поруч з похованнями, стойбищами (Койшоки, Аксу-Аюли, Кизиларай та інші).
Бегази-Дандибаєвська культура мала тісні соціально-економічні відносини з родинними племенами Південного Уралу (Замаревська культура), Алтаю та Єнісею (Карасукська культура).
В результаті тісного контакту самодійської каракольської культури з іранською бегази-дандибаєвською або близькою їй культурою з'явилися пазирицька культура і ранньоскіфська усть-куюмська група (потім кара-кобінська культура).